# バスケットボールオランダ代表
バスケットボールオランダ代表(Netherlands national basketball team)は、オランダバスケットボール連盟によって編成されるバスケットボールのナショナルチームである。
1949年のユーロバスケット最高位の5位となり、50年代には連続出場を続けていた。1986年に世界選手権出場。
1989年以来久々の出場となった2015年のユーロバスケットでは1勝4敗という結果に終わった。

## 主な国際大会成績
- 夏季オリンピック
  - 出場なし
- 世界選手権
  - 1986年 ― 14位
- ユーロバスケット
  - 5位：1949年

## 歴代代表選手

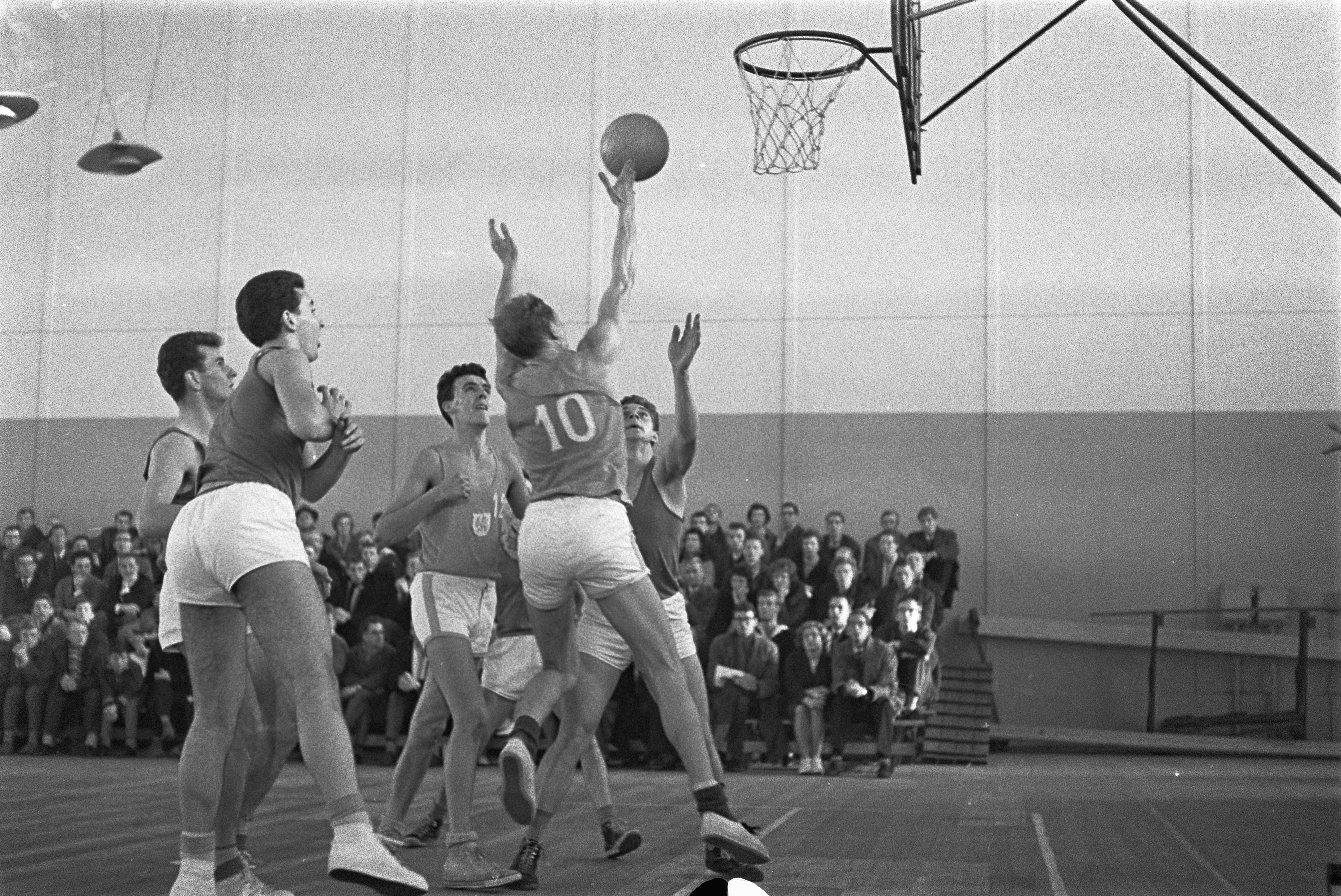
1959年、ルクセンブルク代表と試合を行うオランダ代表

- リック・スミッツ
- フランシスコ・エルソン
- ヘンク・ノレル
- マット・ハームス
- ヤニック・フランケ
- ニコラス・デヨング
- シャルロン・クルーフ
- ジェシー・エドワース
- レオン・ウィリアムズ
- ロビン・シュメルダーズ
- アルフィン・スラフター
- ジト・コック
- シェーン・ハミンク1959年、ルクセンブルク代表と試合を行うオランダ代表フランシスコ・エルソン

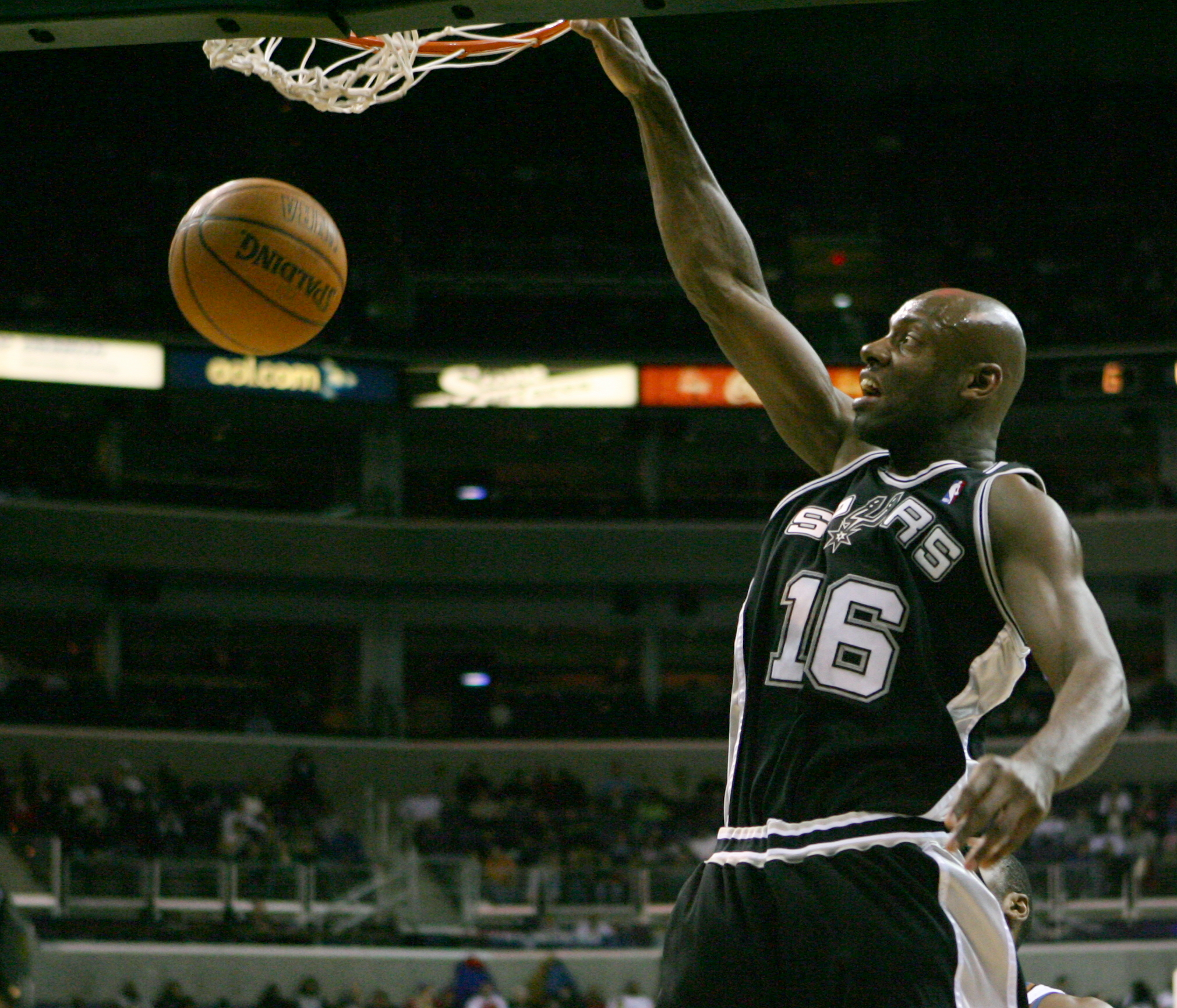
フランシスコ・エルソン

## 歴代ヘッドコーチ
- マウリシオ・ブスカーリア （2019-2022）